# Werner Bertrams
Werner Bertrams (* 14. August 1958) ist ein deutscher Fußballspieler. Für Alemannia Aachen bestritt der Mittelfeldspieler 100 Spiele in der 2. Bundesliga.

## Sportlicher Werdegang
Bertrams rückte 1977 aus der A-Jugend von Alemannia Aachen zunächst in die Reservemannschaft und im folgenden Sommer in die Wettkampfmannschaft auf. Unter Trainer Erhard Ahmann debütierte er am ersten Spieltag der Spielzeit 1978/79 beim 0:0-Remis gegen den FC St. Pauli als Einwechselspieler für Wolfgang Glock in der Nordstaffel der 2. Bundesliga. Schnell etablierte er sich im Kader der Profimannschaft, konnte aber nie dauerhaft einen Stammplatz für sich behaupten und schwankte in den folgenden Jahren regelmäßig zwischen Startelf und Ersatzbank. Im Laufe der Spielzeit 1979/80 spielte er sich in die Startelf und zeichnete sich dabei auch als Torschütze aus, mit acht Treffern war er vereinsintern hinter Hubert Clute-Simon, Winfried Stradt und Heinz-Josef Kehr gleichauf mit Hartmut Sinnigen viertbester Torschütze. Zu Beginn der folgenden Saison kam er aber nur unregelmäßig zum Einsatz, erst im Saisonverlauf stand er wieder häufiger in der Startelf – mit neun Toren in 21 Saisonspielen, dabei 14 Mal in der Startelf, trug er zur Qualifikation zur eingleisigen 2. Bundesliga bei. Dort lief er in den folgenden beiden Spielzeiten insgesamt in nochmals 29 Spielen auf, in der Spielzeit 1982/83 stand er dabei trotz vier Startelfeinsätzen insgesamt nur noch 484 Spielminuten auf dem Feld.
Im Sommer 1983 wechselte Bertrams in die drittklassige Oberliga Nordrhein zum SC Jülich, für den er zwölf Jahre spielen sollte. Dabei stieg er mit der Mannschaft am Ende der Oberliga-Spielzeit 1985/86 in die Verbandsliga Mittelrhein ab, schaffte aber die direkte Rückkehr als Verbandsligameister vor Mitaufsteiger SSG Bergisch Gladbach 09. In den folgenden Jahren platzierte er sich mit der zeitweise von Peter Hermann trainierten Mannschaft vornehmlich im mittleren Tabellenbereich, einzig in der Spielzeit 1989/90 kam sie als Tabellenvierter annähernd in den Bereich zum Aufstieg in die 2. Bundesliga. Im DFB-Pokal 1991/92 ließ er mit dem Klub nochmals überregional von sich hören, nachdem an der Seite von Achim Kropp, Thorsten Schmitz und Robert Kroll in der ersten Runde Hertha BSC durch Tore der Ex-Profis Hans-Jürgen Mund und Hermann-Josef Werres mit 2:1 besiegt wurde. Erst in der dritten Runde bedeutete eine 0:1-Niederlage gegen den Bundesligisten Borussia Mönchengladbach via Eigentor von Hans Fos das Ausscheiden im erstmals gesamtdeutsch ausgetragenen Pokalwettbewerb. Im DFB-Pokal 1992/93 setzte sich Werder Bremen erst in der Verlängerung, dann aber mit einem 5:1-Erfolg deutlich durch.
Ab 1995 ließ Bertrams seine Karriere beim SV Waldenrath-Straeten ausklingen, für den er noch als über 40-jähriger nach der Jahrtausendwende in der Kreisliga auflief. Im August 2004 liefen anlässlich seines Abschiedsspiels auch vormalige Mannschaftskameraden aus Aachen und Jülich auf. Zeitweise war er später auch Cheftrainer des Amateurvereins, bei dem er sich zudem in Vorstand und sportlicher Leitung engagierte.